# Rifat Jemaletdinov
Rifat Maratovitch Jemaletdinov (en russe : Рифат Маратович Жемалетдинов, et en tatar : Рифат Марат улы Җамалетдинов), né le 20 septembre 1996 à Moscou, est un footballeur russe d'ethnie tatare. Il évolue au poste d'ailier.

## Carrière

### En club
Jemaletdinov rejoint le Rubin Kazan lors de l'été 2016. Il retourne au Lokomotiv Moscou en juin 2018.

### En sélection
Avec les moins de 17 ans, il dispute le championnat d'Europe des moins de 17 ans en 2013. Lors de cette compétition, il joue cinq matchs, inscrivant un but contre l'Ukraine. La Russie remporte le tournoi en battant l'Italie en finale.
Il dispute par la suite la Coupe du monde des moins de 17 ans 2013 organisée aux Émirats arabes unis. Lors du mondial junior, il joue trois matchs. La Russie est éliminée au stade des huitièmes de finale par le Brésil.
Jemaletdinov est ensuite appelé avec l'équipe des moins de 19 ans pour disputer le Championnat d'Europe des moins de 19 ans 2015. Il dispute quatre matchs lors de ce tournoi. La Russie est battue en finale par l'Espagne.

## Statistiques
| Saison                | Club                  | Championnat           | Championnat | Championnat | Coupe(s) nationale(s) | Coupe(s) nationale(s) | Compétition(s) continentale(s) | Compétition(s) continentale(s) | Compétition(s) continentale(s) | Total | Total |
| Saison                | Club                  | Division              | M.          | B.          | M.                    | B.                    | Comp.                          | M.                             | B.                             | M.    | B.    |
| 2015-2016             | Lokomotiv Moscou      | D1                    | 5           | 2           | -                     | -                     | C3                             | 1                              | 0                              | 6     | 2     |
| 2016-2017             | Rubin Kazan           | D1                    | 23          | 0           | 3                     | 0                     | -                              | -                              | -                              | 26    | 0     |
| 2017-2018             | Rubin Kazan           | D1                    | 21          | 2           | 2                     | 1                     | -                              | -                              | -                              | 23    | 3     |
| 2018-2019             | Lokomotiv Moscou      | D1                    | 13          | 1           | 7                     | 1                     | C1                             | 2                              | 0                              | 22    | 2     |
| 2019-2020             | Lokomotiv Moscou      | D1                    | 23          | 2           | 1                     | 0                     | C1                             | 5                              | 0                              | 29    | 2     |
| 2020-2021             | Lokomotiv Moscou      | D1                    | 22          | 3           | 5                     | 0                     | C1                             | 3                              | 0                              | 30    | 3     |
| 2021-2022             | Lokomotiv Moscou      | D1                    | 24          | 9           | 2                     | 0                     | C3                             | 4                              | 0                              | 30    | 9     |
| Total sur la carrière | Total sur la carrière | Total sur la carrière | 131         | 19          | 20                    | 2                     | -                              | 15                             | 0                              | 166   | 21    |

## Palmarès
Russie -17 ans
- Vainqueur de l'Euro des moins de 17 ans en 2013.

 Russie -19 ans
- Finaliste de l'Euro des moins de 19 ans en 2015.

 Lokomotiv Moscou
- Vainqueur de la Coupe de Russie en 2019 et 2021.
- Vainqueur de la Supercoupe de Russie en 2019.